# (21067) 1991 PY1
A (21067) 1991 PY1 a Naprendszer kisbolygóövében található aszteroida. Eric Walter Elst fedezte fel 1991. augusztus 2-án.